# فیسکر آلاسکا
فیسکر آلاسکا (به انگلیسی: Fisker Alaska) یک پیکاپ الکتریکی اندازه بزرگ است که توسط فیسکر اینک توسعه می‌یابد.

## تاریخچه
در فوریه ۲۰۲۰، فیسکر اینک برنامه‌های خود را برای گسترش محدوده مدل‌های برنامه‌ریزی شده خود با یک پیکاپ الکتریکی اندازه بزرگ به نام آلاسکا تأیید کرد. ظاهر قسمت عقب بدنه که یادآور لامپ‌های بلند و باریک Ocean SUV است و همچنین این نام توسط خود هنریک فیسکر از طریق توییتر تأیید شد و بعداً ادعا کرد که این ورودی را به‌طور تصادفی اضافه کرده‌است و مدت کوتاهی پس از انتشار آن را حذف کرده‌است.
فیسکر آلاسکا توسط فیسکر در ۴ اوت ۲۰۲۳ در طی رویدادی در هانتینگتون بیچ، کالیفرنیا ارائه شد.